# Elmore, Ohio
Elmore là một làng thuộc quận Ottawa, tiểu bang Ohio, Hoa Kỳ. Năm 2010, dân số của làng này là 1410 người.

## Dân số
- Dân số năm 2000: 1426 người.
- Dân số năm 2010: 1410 người.